# Carlos de Cárdenas Plá
Carlos de Cárdenas Plá (* 7. Juli 1932 in Havanna; † 6. Mai 1990 in Nassau, Bahamas) war ein kubanischer Segler.

## Erfolge
Carlos de Cárdenas Plá nahm dreimal an Olympischen Spielen teil. Bei den Olympischen Spielen 1948 in London gewann er im Starboot mit seinem Vater Carlos de Cárdenas Culmell die Silbermedaille. Sie erzielten 4849 Punkte und schlossen die Konkurrenz hinter dem Vater-Sohn-Duo Hilary und Paul Smart aus den Vereinigten Staaten und vor den Niederländern Bob Maas und Edward Stutterheim auf dem zweiten Rang ab. 1952 in Helsinki verpassten die beiden dagegen als Vierte knapp einen weiteren Medaillengewinn. Acht Jahre darauf trat Carlos de Cárdenas die Regatta in Rom im Starboot mit seinem Bruder Jorge an, mit dem er den 13. Platz belegte.
1954 in Cascais und 1955 in Havanna wurde Carlos de Cárdenas Plá zusammen mit seinem Vater Carlos de Cárdenas Culmell jeweils im Starboot Weltmeister.